# Meeting (athlétisme)
Pour les articles homonymes, voir Meeting.

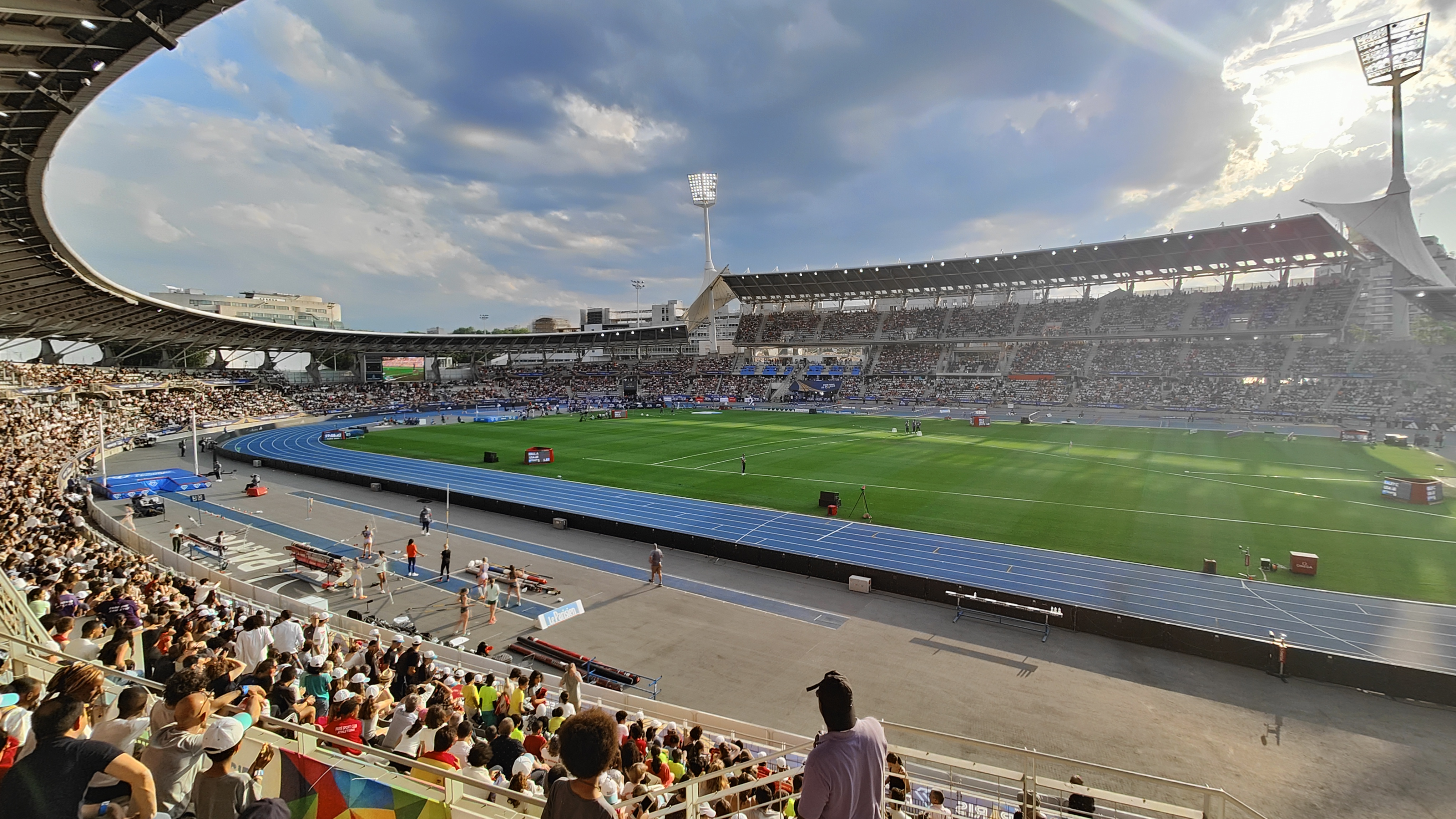
Meeting d'athlétisme de Paris 2023 (épreuve de la Diamond League) au Stade Charléty

Un meeting est une compétition réunissant plusieurs disciplines d'athlétisme se pratiquant généralement dans un stade telles que les épreuves de sprint, demi-fond, fond, course de haies, saut et lancers. Ces compétitions ont principalement lieu entre mai et août. Elles peuvent se dérouler en une seule ou plusieurs journées.
Les Jeux Olympiques et les Championnats du monde d'athlétisme sont considérés comme des meetings.

## Circuits
Le Pro Athlé Tour est le circuit des meetings professionnels en France. Au niveau international le circuit le plus prestigieux est la Ligue de diamant, qui regroupe 15 grands meetings de différents pays et sacre chaque année un vainqueur dans 16 disciplines. Elle remplace depuis 2010 la Golden League.